# Кокоде
Кокоде (фр. Kokodé) — деревня в Чаде, расположенная на территории региона Канем. Входит в состав департамента Канем.

## География
Деревня находится в западной части Чада, к северо-востоку от озера Чад, на высоте 303 метров над уровнем моря.
Кокоде расположена на расстоянии приблизительно 191 километра к северо-северо-востоку (NNE) от столицы страны Нджамены. Ближайшие населённые пункты: Ам-Гуду, Ам-Гева, Илуве, Лабде, Манаваки, Абани, Абу-Магаль.
Климат деревни характеризуется как аридный жаркий (BWh в классификации климатов Кёппена).

## Транспорт
Ближайший аэропорт расположен в городе Нгури.